# Holothuriidae
Holothuriidae es una familia de pepinos de mar, un tipo de equinodermo.

## Descripción
Los miembros de la familia Holothuriidae tienen cuerpos gruesos y carnosos y varias filas de pies ambulacrales que se utilizan para moverse y adherirse a la superficie. El cuerpo a menudo está cubierto con proyecciones pálidas conocidas como papilas. Muchos de los miembros de esta familia son capaces de expulsar una masa de hilos finos y pegajosos conocidos como túbulos cuvierianos para distraer a los depredadores, o incluso dar la vuelta a sus vísceras.
Para la determinación taxonómica, los géneros Actinopyga y Bohadschia tienen sus espículas exclusivamente en forma de palos, y los géneros Holothuria y Labidodemas nunca las tienen en forma de tablas. Actinopyga también está equipado con dientes anales (podios modificados) y nunca arroja túbulos de Cuvieran, al igual que Pearsonothuria.
Los miembros de esta familia se encuentran en todos los océanos del mundo en latitudes bajas a medias. A menudo viven en arrecifes de coral y en las cercanías de  hábitats , y algunos se encuentran en aguas más profundas. En el Indo-Pacífico, a menudo son taxones dominantes en el hábitat de los arrecifes de coral. La mayoría de las especies son detritívoras.

## Géneros
Esta es la segunda familia más grande de pepinos de mar con alrededor de 185 especies.
Los géneros aceptados son:
- Actinopyga Bronn, 1860 - 18 especies
- Bohadschia Jaeger, 1833 - 12 especies
- Holothuria Linnaeus, 1767 - alrededor de 131 especies
- Labidodemas Selenka, 1867 - 8 especies
- Pearsonothuria Levin en Levin, Kalinin & Stonik, 1984 - 1 especie